# José Luis Blasio
José Luis Blasio y Prieto (Ciudad de México, 13 de enero de 1842 - 5 de septiembre de 1923) fue el secretario particular de Maximiliano I de México de 1865 a 1867. En 1905 publicó su obra Maximiliano Íntimo. El emperador Maximiliano y su corte. Memorias de un secretario particular, basándose en experiencias recopiladas a lo largo de su servicio al segundo emperador de México.

## Primeros años
Fue el segundo hijo del matrimonio entre el general Luis Gonzaga Blasio y su esposa, Genoveva Prieto. Sus estudios primarios los realizó en escuelas particulares; también tuvo una educación trunca (debido a la muerte de su padre) en el Colegio Nacional de Minería, y posteriormente estudió en la Escuela de Comercio.

## Secretario particular de Maximiliano I de México
Antes de prestar sus servicios directamente a Maximiliano I, y gracias a su dominio del idioma francés, aunque también sabía italiano y alemán, Blasio sirvió de intérprete al ingeniero belga Félix Eloin, quien era cercano al emperador. Fue en este puesto cuando Blasio se entrevistó por primera vez con el emperador. Cuando el ingeniero Eloin dejó México, Blasio pasó a prestar servicios al comandante Loysel. Fue bajo el servicio al comandante Loysel que se encargó a Blasio la labor de mensajero, y se le encomendó la entrega personal de documentos que el emperador necesitaba en su hacienda de Jalapilla, Veracruz, documentos que recibió el entonces secretario personal del emperador, el austriaco Nicolás de Poliakóvitz. Blasio aceptó la invitación del emperador y se quedó a descansar unos días en Veracruz. Durante esta estancia, el secretario Poliakóvitz sufrió una fractura de brazo, motivo por el que fue destituido de sus labores secretariales y se nombró a Blasio, de 22 años de edad, como el nuevo secretario particular de Maximiliano. Este nombramiento causó indignación entre los extranjeros cercanos al emperador, ya que no consideraban digno de dicho privilegio al humilde joven mexicano.
Durante su servicio al emperador, en sus comunicaciones escritas, siempre lo describió como bondadoso. Mantuvo su cargo hasta la muerte del soberano en Querétaro, de cuya ejecución fue testigo presencial. Antes de ser fusilado, Maximiliano I encomendó a Blasio la destrucción de su archivo, lo que hizo puntualmente, y las cartas que había escrito para sus seres queridos. Tras cumplir su sentencia de dos años de confinamiento, obtuvo un pasaporte y fue a entregar las cartas encomendadas. La historiadora Patricia Galeana escribió al respectoː

(...) Viajó a Austria y se presentó al hermano del archiduque, el emperador Francisco José, quien lo invitó a quedarse a trabajar en Viena, dentro de la Corte, pero le puso como condición que renunciara a su nacionalidad, a lo que Blasio se negó. Regresó a México.

## Vida personal
Durante los años de servicio al emperador, realizó diversos viajes a Estados Unidos y Europa, lugar donde conoció a su primera esposa, con la cual tuvo un hijo (Alejandro Blasio), pero con la caída de Maximiliano, se perdió contacto. Debido a la inestabilidad financiera de José Luis, su esposa al percatarse de que José Luis no volvía a España, vendió todas sus posesiones y viajó a la Ciudad de México: al no encontrarlo, se estableció en el estado de Puebla con su hijo hasta el final de sus días. 
Tiempo después de haber caído el imperio, Blasio trabajó como tenedor del libros para el Ferrocarril Mexicano, la primera en cubrir la ruta México-Veracruz, compañía en la que sirvió el resto de su vida laboral y donde incluso recibió una medalla al cumplir 50 años de servicio. 
Su segunda esposa fue Adela Yglesias Guerra; el matrimonio no tuvo hijos. A la muerte de su esposa, Blasio pasó los años restantes de su vida con su cuñada Elisa. Ambos vivían al amparo del  general de división José Guadalupe Cuevas y Mota y su esposa, Manuela Alvarado, pues la situación económica de Blasio era muy precaria. Según cuenta la historiadora María del Carmen Cuevas Pérez, nieta de los benefactores de Blasio, él era un hombre generoso, en especial con su familia, por lo que ayudaba a sus hermanos y a sus amigos. Lo hizo de tal manera que tras su jubilación se quedó arruinado por lo que tuvo que irse a vivir a casa de los Cuevas, donde falleció el 5 de septiembre de 1923 en la calle Colegio Militar #11, Tacubaya, en la Ciudad de México.

## Maximiliano Íntimo y otros escritos
Fue después de su jubilación del Ferrocarril Mexicano cuando Blasio se dedicó a escribir su libro, Maximiliano Íntimo. El emperador Maximiliano y su corte. Memorias de un secretario particular. En él relata la vida cotidiana de los emperadores en el Castillo de Chapultepec y durante sus viajes y de la gente de la Corte que los rodeaba. En su texto menudean las situaciones de las que fue partícipe debido a su privilegiado cargo como secretario personal del emperador. El libro fue editado en español en París en 1905 por la Librería e Imprenta en México de la viuda de Charles Bouret, existe también la edición de la Colección Económica de Libros de Bolsillo en 1956; otra más fue realizada en los Estados Unidos por la New Haven Yale University Press en the Amasa Stone Mather Memorial Publication Fund y la última por la Universidad Nacional Autónoma de México en 1996. Dicha obra logra transportarnos al Segundo Imperio, a través de un lenguaje sencillo, ameno y claro.

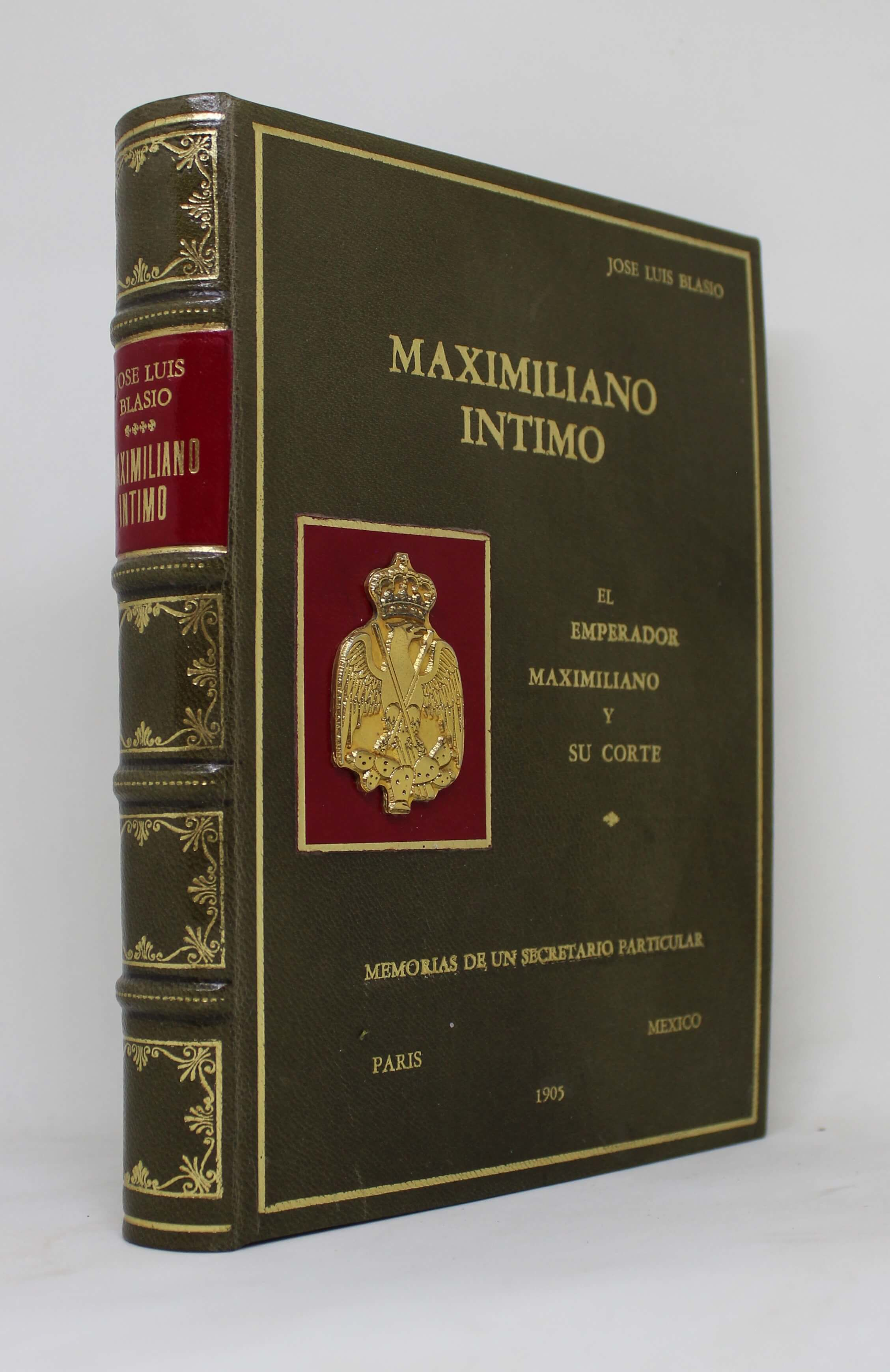
Libro Maximiliano Íntimo (1905).

Además de su libro, Blasio escribió poesía y gran cantidad de cartas y otros manuscritos. Asimismo, tenía gran cantidad de fotografías. El Dr. Ernesto Cuevas Alvarado, hijo de los benefactores de Blasio, hizo un fondo con todos esos documentos. Tras permanecer en manos de su familia, en [2012] fue donado al Centro de Estudios de Historia de México CARSO (CEHM). En entrevista periodística el Dr. Manuel Ramos Medina lo describióː

"...concentra documentos que constituyen una valiosa fuente de información respecto al Segundo Imperio mexicano y sobre la vida personal de un hombre que se encargó de guardar los secretos del propio emperador. Las cuestiones políticas  están en otros archivos, como el Archivo General de la Nación o en archivos extranjeros. Este es un archivo muy interesante porque nos habla de la vida personal de un individuo que estuvo al servicio del emperador, que tiene que salir del país cuando la emperatriz viaja a Europa para pedir ayudar a Napoleón III y está con el emperador en los últimos momentos de su vida... "

En el archivo, de 743 documentos, hay más de 20 cartas escritas entre 1865 y 1866 a su entonces amiga y posterior novia Adela Yglesias. Hablan del ambiente convulso en el que se empezó a sumir el imperio, del incidente que sufrió cuando, camino a Veracruz, unos guerrilleros amenazan con fusilarlo por ser "correo del emperador", y de cómo era la vida en el paquebote La France, donde viajó para alcanzar a Carlota en Europa. Asimismo, como consigna el propio portal del CEHM, se encuentran desde las crónicas del inicio del Imperio hasta las honras fúnebres del emperador.